# Сечкарев, Алексей Владимирович
Алексей Владимирович Сечкарев (18.01.1927 — 08.03.2007) — российский учёный в области молекулярной оптики и спектроскопии конденсированных сред, доктор физико-математических наук, профессор. Заслуженный деятель науки РФ.

## Биография
Родился 18 января 1927 года в Ленинграде. Блокадник, воспитывался в детском доме. Во время учёбы в ремесленном училище экстерном сдал экзамены за десятилетку. В 1948 году окончил физический факультет Ленинградского государственного университета. В 1949—1952 гг. аспирант кафедры оптики ЛГУ (руководитель академик А. Н. Теренин).
В 1952 г. защитил кандидатскую диссертацию на тему «Ассоциация молекул в молекулярных кристаллах и спектры рассеяния» и до 1974 г. работал в Кемеровском горном институте (с 1960 г. — Кузбасский политехнический): старший преподаватель, доцент, профессор, зав. кафедрой физики.
В 1966 г. в Сибирском отделении АН СССР (Новосибирск) защитил докторскую диссертацию на тему «Влияние температуры и фазового состояния вещества на некоторые параметры колебательных спектров органических соединений».
С 1974 г. заведующий кафедрой Экспериментальной физики и открытой по его инициативе проблемной лаборатории молекулярной спектроскопии Кемеровского государственного университета.
Умер 8 марта 2007 года.

## Научная деятельность
Область научных интересов — оптическая спектроскопия и её связь с другими науками, свойства кристаллов, изучение природы и молекулярной динамики конденсированных сред.
Второе направление, развиваемое в последние десятилетия — исследования методами флуоресцентной спектроскопии и электронного поглощения света физической адсорбции органических красителей в мелкопористом стекле.
Подготовил 26 кандидатов наук. Его ученики А. К. Козулин, А. К. Петров, А. Е. Семенов, Ю. Л. Колесников и Ю. А. Фадеев стали докторами наук, а аспирант В. Н. Бегер в 1994 году сразу, минуя кандидатскую степень, защитил докторскую диссертацию.

### Научные труды
Автор более 200 научных трудов, опубликованных в журналах АН СССР/РАН, и 5 учебных пособий, в том числе:
- Основные вопросы молекулярной оптики : Учеб. пособие / А. В. Сечкарев. — Л. : ЛИТМО, 1980. — 61 с. : ил.; 20 см. [Ч. 2]. — Л. : ЛИТМО, 1981. — 57 с.
- Основы молекулярно-кинетических представлений в курсе физики : Учеб. пособие / А. В. Сечкарев; Ленингр. ин-т точ. механики и оптики, Каф. физики. — Л. : ЛИТМО, 1987. — 82,[1] с. : ил.; 20 см.
- Основы молекулярно-кинетических представлений в курсе физики : Учеб. пособие / А. В. Сечкарев; Ленингр. ин-т точ. механики и оптики, Каф. физики. — Л. : ЛИТМО, 1989. — 82,[2] с. : ил.; 20 см.

## Награды и звания
Заслуженный деятель науки Российской Федерации (1998). Награждён орденом «Знак Почёта», медалью «Ветеран труда».